# Staré Sedliště
Staré Sedliště – gmina w Czechach, w powiecie Tachov, w kraju pilzneńskim. Według danych z dnia 1 stycznia 2013 liczyła 1 183 mieszkańców.